# Chrysopa walkeri
Chrysopa walkeri is een insect uit de familie van de gaasvliegen (Chrysopidae), die tot de orde netvleugeligen (Neuroptera) behoort. 
Chrysopa walkeri is voor het eerst wetenschappelijk beschreven door McLachlan in 1893.